# Silhouettea nuchipunctatus
Silhouettea nuchipunctatus är en fiskart som först beskrevs av Herre, 1934.  Silhouettea nuchipunctatus ingår i släktet Silhouettea och familjen smörbultsfiskar. IUCN kategoriserar arten globalt som otillräckligt studerad. Inga underarter finns listade i Catalogue of Life.